# Salah Abdeslam
Salah Abdeslam, född 15 september 1989 i Bryssel, är en belgiskfödd fransk medborgare som dömdes för delaktighet i terrordåden i Paris i november 2015.
I samband med terrordåden hade han ha kört en av bilarna som förövarna tog sig dit med. Han tros ha planerat att ta sitt liv som självmordsbombare vid idrottsarenan Stade de France. Av okänd anledning ångrade han sig och gav sig istället av från platsen och tog sig till Bryssel.
Efter fyra månader på flykt greps Abdeslam, tillsammans med en annan misstänkt terrorist, den 18 mars 2016 i Molenbeek. Vid gripandet skottskadades han lindrigt i benet. En annan misstänkt terrorist som hade algeriskt medborgarskap men länge bott i Sverige, sköts samtidigt till döds av en krypskytt efter att han beskjutit polisen.
I april 2018 dömdes han till 20 års fängelse i Belgien.

## Bakgrund
Salah Abdeslam är fransk medborgare, men växte upp i belgiska Molenbeek i Brysselregionen. Hans föräldrar invandrade från Marocko till Frankrike och sedan vidare till Belgien. Han är tidigare dömd för narkotikabrott och under tiden i fängelset blev han djupt troende. Efter frigivningen tog han sig till Syrien för att delta i striderna på jihadisternas sida. Hans äldre bror Brahim var också inblandad i terrorattentaten i Paris där han sprängde sig själv till döds vid caféet Comptoir Voltaire. En annan äldre bror hade flera gånger vädjat till Salah Abdeslam att överlämna sig till polisen.